# Campionati europei di pentathlon moderno 2011
I campionati europei di pentathlon moderno 2011, sia maschili sia femminili, si sono svolti a Medway, in Gran Bretagna, dal 28 al 31 luglio.

## Risultati

### Maschili
| Evento              | Oro                                                 | Punteggio | Argento                                                    | Punteggio | Bronzo                                                               | Punteggio |
| Individuale         | Andrej Moiseev                                      | 5.996     | Sergej Karjakin                                            | 5.992     | Dmytro Kyrpuljans'kyj                                                | 5.896     |
| A squadre           | Russia Sergej Karjakin Ilia Frolov Aleksander Lesun | 17.568    | Italia Pierpaolo Petroni Riccardo De Luca Nicola Benedetti | 17.432    | Rep. Ceca Ondřej Polívka Michal Sedlecký David Svoboda               | 17.028    |
| Staffetta a squadre | Ungheria Róbert Kasza Ádám Marosi Bence Demeter     | 6.618     | Polonia Lukasz Klekot Bartosz Majewski Szymon Staśkiewicz  | 6.458     | Bielorussia Dzmitryj Meljach Mikalai Gayanouski Stanislau Zhurauliou | 6.400     |

### Femminili
| Evento              | Oro                                                 | Punteggio | Argento                                              | Punteggio | Bronzo                                       | Punteggio |
| Individuale         | Lena Schöneborn                                     | 5.600     | Adrienn Tóth                                         | 5.548     | Viktorija Tereščuk                           | 5.536     |
| A squadre           | Ungheria Adrienn Tóth Sarolta Kovács Leila Gyenesei | 16.340    | Germania Lena Schöneborn Eva Trautmann Annika Schleu | 16.224    | Francia Amélie Caze Anais Eudes Elfie Arnaud | 15.764    |
| Staffetta a squadre | Ungheria Adrienn Tóth Sarolta Kovács Leila Gyenesei | 5.578     | Germania Lena Schöneborn Eva Trautmann Annika Schleu | 5.458     | Francia Amélie Caze Anais Eudes Elfie Arnaud | 5.398     |

## Medagliere
| Posizione | Paese       |   |   |   | Totale |
| --------- | ----------- | - | - | - | ------ |
| 1         | Ungheria    | 3 | 1 | 0 | 4      |
| 2         | Russia      | 2 | 1 | 0 | 3      |
| 3         | Germania    | 1 | 2 | 0 | 3      |
| 4         | Italia      | 0 | 1 | 0 | 1      |
| 4         | Polonia     | 0 | 1 | 0 | 4      |
| 6         | Francia     | 0 | 0 | 2 | 2      |
| 6         | Ucraina     | 0 | 0 | 2 | 2      |
| 8         | Bielorussia | 0 | 0 | 1 | 1      |
| 8         | Rep. Ceca   | 0 | 0 | 1 | 1      |
| Totale    | Totale      | 6 | 6 | 6 | 18     |